# Eagle (logiciel)
Pour les articles homonymes, voir Eagle.
Eagle (Easily Applicable Graphical Layout Editor) est un logiciel de conception assistée par ordinateur de circuits imprimés.  
Il comprend un éditeur de schémas, un logiciel de routage de circuit imprimé  avec une fonction d'autoroutage, et un éditeur de bibliothèques. Le logiciel est fourni avec une série de bibliothèques de composants de base.
C'est un logiciel multiplate-forme.
Il est populaire auprès des amateurs parce qu'il existe une version de démonstration gratuite.
La version gratuite est limitée à deux couches au format européen (100 × 80 mm) et ne permet pas de faire d'autoroutage.

## Identité visuelle

Logo de Eagle sous la propriété de CadSoft Computer.
Logo de Eagle sous la propriété d'Autodesk.